# Монгуельфо-Тезідо
Монгуельфо-Тезідо, Монґуельфо-Тезідо (італ. Monguelfo-Tesido) — муніципалітет в Італії, у регіоні Трентіно-Альто-Адідже,  провінція Больцано.
Монгуельфо-Тезідо розташоване на відстані близько 540 км на північ від Рима, 110 км на північний схід від Тренто, 65 км на північний схід від Больцано.

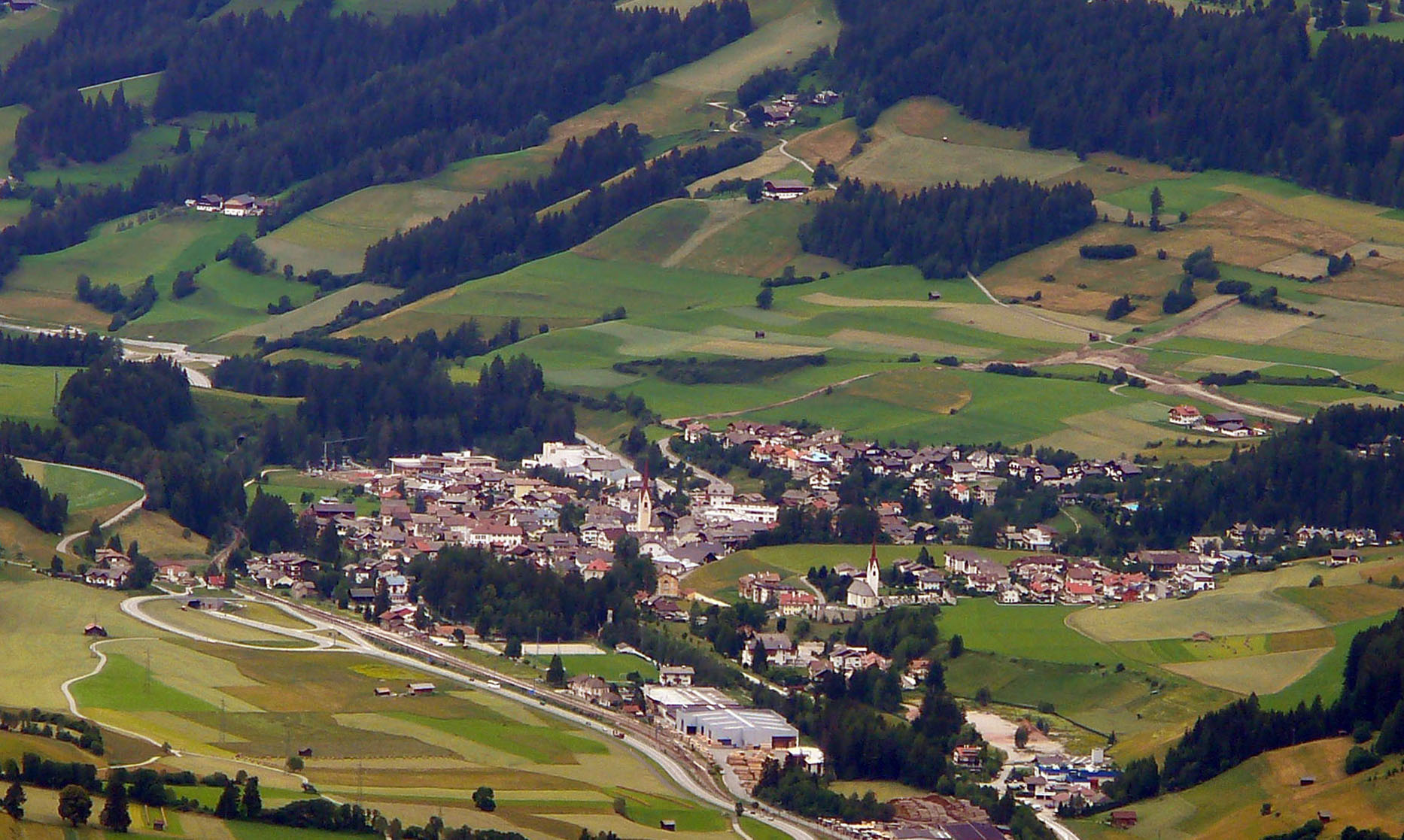

Населення — 2869 осіб (2014).

## Демографія
Населення за роками:

Станом на 1 січня 2023 року в муніципалітеті офіційно проживало 219 іноземців з 22 країн, серед них 53 громадяни країн Євросоюзу та 8 громадян України.

## Клімат
| MONGUELFO-TESIDO          | Місяці | Місяці | Місяці | Місяці | Місяці | Місяці | Місяці | Місяці | Місяці | Місяці | Місяці | Місяці | Пора | Пора  | Пора  | Пора  | Рік   |
| MONGUELFO-TESIDO          | Січ    | Лют    | Бер    | Кві    | Тра    | Чер    | Лип    | Сер    | Вер    | Жов    | Лис    | Гру    | Зим  | Вес   | Літ   | Осі   | Рік   |
| ------------------------- | ------ | ------ | ------ | ------ | ------ | ------ | ------ | ------ | ------ | ------ | ------ | ------ | ---- | ----- | ----- | ----- | ----- |
| Темп. макс. (°C)          | -0.4   | 2.2    | 6.1    | 10.3   | 15.0   | 18.8   | 21.4   | 20.5   | 17.7   | 12.1   | 4.6    | -0.4   | 0.5  | 10.5  | 20.2  | 11.5  | 10.7  |
| Темп. мін. (°C)           | -8.7   | -7.3   | -3.8   | 0.0    | 3.9    | 7.3    | 9.2    | 8.8    | 6.1    | 1.9    | -3.3   | -7.8   | -7.9 | 0     | 8.4   | 1.6   | 0.5   |
| Опади (мм)                | 27.6   | 33.9   | 40.7   | 45.1   | 79.1   | 92.8   | 109.1  | 101.9  | 66.5   | 54.7   | 48.2   | 31.6   | 93.1 | 164.9 | 303.8 | 169.4 | 731.2 |
| Дні опадів (≥ 1 мм)       | 4      | 4      | 6      | 7      | 11     | 12     | 12     | 12     | 8      | 6      | 6      | 5      | 13   | 24    | 36    | 20    | 93    |
| Морозні дні (Tmin ≤ 0 °C) | 30     | 26     | 25     | 15     | 4      | 1      | 0      | 0      | 2      | 10     | 23     | 29     | 85   | 44    | 1     | 35    | 165   |
| Вологість повітря (%)     | 71     | 67     | 64     | 64     | 65     | 62     | 60     | 63     | 66     | 69     | 72     | 74     | 70.7 | 64.3  | 61.7  | 69    | 66.4  |

## Сусідні муніципалітети
- Браєс
- Разун-Антерсельва
- Вальдаора
- Валле-ді-Казієс
- Віллабасса